# قطعه اتصال دهنده عایق شده
قطعه اتصال دهنده عایق شده وسیله ای است که بر روی قلاب جرثقیل جهت محافظت از جرثقیل در برابر خطر برق گرفتگی در صورت تماس جرثقیل با خط برق استفاده می‌شود. قطعات اتصال دهنده عایق شده اساساً عایق‌های قوی هستند و از انتشار جریان الکتریسیته از سیم‌های لخت و معلق از جرثقیل‌ها و آسیب به پرسنل کار در نزدیکی جرثقیل جلوگیری می‌کنند. انواع قطعات اتصال دهنده عایق شده برای استفاده خاص در سیم‌های آنتن، ریخته‌گری و مهمات ساخته می‌شوند.

## تاریخچه
برای اولین بار در نیمه اول قرن بیستم و همزمان با ورود برق به دنیای صنعت و تکنولوژی در کشورهای غربی خطرات ناشی از جریان الکتریسیته در خطوط برق هوایی که هیچ عایقی بر روی سیم‌ها وجود نداشت، آشکار شد. در اوایل سال 1931 حق ثبت اختراعی برای عایق به وجود آمد که می‌توانست به سیم یا زنجیر جرثقیل چسبانده شود تا از برق گرفتگی جلوگیری کند. با این حال، چنین طرح‌های اولیه به دلیل ناتوانی در عملکرد ایمن در تمام محیط‌های جرثقیل ساختمانی غیرقابل اعتماد بودند.
در سال ۱۹۶۵ قانون فدرال استفاده از قطعات اتصال دهنده عایق شده را بر روی جرثقیل‌ها در ایالات متحده الزامی کرد. با این حال، این الزام در دهه ۱۹۸۰ پس از تحقیقاتی که نشان داد سطوح کشنده جریان الکتریکی می‌تواند از طریق قطعات اتصال دهنده عایق مورد استفاده در آن زمان به دلیل آلایش محیطی عبور کند، لغو شد. این مشکل به این معنی بود که قطعات اتصال دهنده عایق شده به‌طور گسترده‌ای مورد استفاده قرار نمی‌گرفتند تا اینکه طرح‌های جدیدی در دهه ۱۹۹۰ توسعه یافت.
پیشرفت‌های جدید در فناوری قطعات اتصال دهنده عایق شده، موجب شد که احتمال استفاده از این قطعات در محیط‌های معمولاً کثیف و مرطوب صنعت ساختمان در نظر گرفته شود و کاربرد گسترده‌تری بیابد، پس از دست یابی به این پیشرفت‌ها، دولت ایالات متحده قانون جدیدی در سال ۲۰۱۰ معرفی کرد که استفاده از قطعات اتصال دهنده عایق تأیید شده را الزامی کرد. در شرایط خاص این قطعات اتصال دهنده عایق شده، باید توسط یک آزمایشگاه تست ملی با استانداردهایی مانند ANSI/CPLSO-14 آزمایش و تأیید شوند. در حال حاضر، هیچ پیوند/دستگاه عایق بندی شده‌ای وجود ندارد که الزامات NRTL را در تعریف § 1926.1401 OSHA برای «پیوند/دستگاه عایق بندی شده» برآورده کند.

## هدف
قطعات اتصال دهنده عایق شده، در جرثقیل‌ها و تگ لاین‌ها (طناب‌های راهنما) برای کمک به محافظت از چرثقیل و پرسنلی که بر روی آن کار می‌کنند در برابر جریان الکتریکی عبوری از خطوط برق استفاده می‌شود.
حوادث مربوط به تماس بین خط برق و جرثقیل همیشه بسیار جدی هستند و اغلب منجر به صدمات گسترده یا مرگ کارکنان جرثقیل می‌شوند. در واقع، به‌طور متوسط سالانه ۱۰۰ تماس بین جرثقیل و خط برق در ایالات متحده رخ می‌دهد و در واقع ۲۰٪ از تمام تلفات در صنعت ساختمان ایالات متحده به دلیل برخورد جرثقیل‌ها با خطوط برق صورت می‌گیرد. برق گرفتگی به دلیل تماس با خط برق سبب ایجاد فیبریلاسیون بطنی قلب می‌گردد که اغلب کشنده است، همچنین آسیب ناشی از خروج جریان الکتریکی می‌تواند منجر به از بین رفتن اغلب اندام‌های بدن گردد.
اتصال زمین (برق) برای جرثقیل مؤثر نیست، زیرا جریان کافی همچنان می‌تواند از جرثقیل‌ها عبور کند و کشنده باشد.